# Dwarkadas Murarji
Dwarkadas Murarji (1923 – 24 agosto 1998) è stato un pallanuotista indiano, che ha partecipato alle Olimpiadi di Londra 1948.